# Deutsche Rotsport-Fußballmeisterschaft 1931/32
Die Rotsport-Fußballmeisterschaft 1932 war die zweite von der Kampfgemeinschaft für Rote Sporteinheit („KG“ oder auch „Rotsport“) ausgerichtete deutsche Meisterschaft im Fußball. Sieger wurde die Freie Turnerschaft Jeßnitz aus Jeßnitz im damaligen Land Anhalt.

## Hintergrund
Im Jahre 1932 wurde die zweite und gleichzeitig letzte Rotsport-Meisterschaft nach der Spaltung der deutschen Arbeitersportbewegung am Ende der 1920er Jahre ausgetragen. 1933 konnte wegen der Zerschlagung des Arbeitersports durch das nationalsozialistische Regime keine Rotsport-Meisterschaft mehr ausgetragen werden.

## Modus und Teilnehmer
Ähnlich wie bei der gleichzeitig ausgetragenen ATSB-Meisterschaft wurden 1932 zunächst regionale Meister ermittelt, die dann eine reichsweite Endrunde austrugen. Insgesamt nahmen Vertreter von 20 KG-Landesgebieten teil:
| Nord- und Westdeutschland - Teutonia Altona - SV Weser 08 Bremen - ASV Dynamo Düsseldorf - BV Gelsenkirchen 1912 1 - SC 1926 Kassel - KSV Kiel - ASV Stettin-Züllchow - Vorwärts Teterow | Mitteldeutschland - Fortuna Greppin - FT Jeßnitz - ASV Leipzig-Schönefeld - ASV Schmölln | Ostdeutschland - ASV Königsberg-Sackheim - ASV Weißensee - ASV Stern Zierlau | Süddeutschland - FC Lörrach - ASV Nürnberg-West - 1. FC Union Saarbrücken - ASV Sprendlingen - FSV Stuttgart-Ost |

## Regionale Meisterschaften

### Nord und West
Vorrunde
| Datum         |                       | Ergebnis  |                       | Austragungsort          |
| ------------- | --------------------- | --------- | --------------------- | ----------------------- |
| 1932          | BV Gelsenkirchen 1912 | 3:0       | ASV Dynamo Düsseldorf | unbekannt               |
| Juni 1932     | ASV Stettin-Züllchow  | 1:5 (0:0) | Vorwärts Teterow      | Stettin, Germania-Platz |
| 19. Juni 1932 | Vorwärts Teterow      | 3:2       | KSV Kiel              | Teterow                 |
| 26. Juni 1932 | Teutonia Altona       | 2:0       | Vorwärts Teterow      | Altona, Alleesportplatz |

Halbfinale
| Datum         |                       | Ergebnis  |                 | Austragungsort |
| ------------- | --------------------- | --------- | --------------- | -------------- |
| 17. Juli 1932 | SV Weser 08 Bremen    | 5:3 (2:3) | Teutonia Altona | Bremen         |
| 17. Juli 1932 | BV Gelsenkirchen 1912 | 9:5       | SC 1926 Kassel  | unbekannt      |

Finale
| Datum         |                       | Ergebnis             |                    | Austragungsort |
| ------------- | --------------------- | -------------------- | ------------------ | -------------- |
| 31. Juli 1932 | BV Gelsenkirchen 1912 | 3:2 n. V. (2:2, 2:1) | SV Weser 08 Bremen | Bottrop        |

### Mitte
Halbfinale
| Datum         |                 | Ergebnis |                        | Austragungsort |
| ------------- | --------------- | -------- | ---------------------- | -------------- |
| 11. Juni 1932 | Fortuna Greppin | 3:0      | ASV Schmölln           | Bitterfeld     |
| 12. Juni 1932 | FT Jeßnitz      | 2:1      | ASV Leipzig-Schönefeld | unbekannt      |

Finale
| Datum         |            | Ergebnis |                 | Austragungsort |
| ------------- | ---------- | -------- | --------------- | -------------- |
| 25. Juli 1932 | FT Jeßnitz | 2:1      | Fortuna Greppin | Bitterfeld     |

### Ost
Halbfinale
Der ASV Stern Zierlau erhielt im Halbfinale ein Freilos
| Datum         |               | Ergebnis  |                         | Austragungsort    |
| ------------- | ------------- | --------- | ----------------------- | ----------------- |
| 19. Juni 1932 | ASV Weißensee | 5:0 (2:0) | ASV Königsberg-Sackheim | Berlin, NNW-Platz |

Finale
| Datum        |                   | Ergebnis  |               | Austragungsort          |
| ------------ | ----------------- | --------- | ------------- | ----------------------- |
| 3. Juli 1932 | ASV Stern Zierlau | 3:1 (1:1) | ASV Weißensee | Breslau, Vorwärts-Platz |

### Süd
Vorrunde
| Datum         |                  | Ergebnis |                         | Austragungsort |
| ------------- | ---------------- | -------- | ----------------------- | -------------- |
| 26. Juni 1932 | ASV Sprendlingen | 2:3      | 1. FC Union Saarbrücken | unbekannt      |

Halbfinale
| Datum         |                   | Ergebnis  |                         | Austragungsort |
| ------------- | ----------------- | --------- | ----------------------- | -------------- |
| 26. Juni 1932 | FSV Stuttgart-Ost | unbekannt | FC Lörrach              | unbekannt      |
| 10. Juli 1932 | ASV Nürnberg-West | unbekannt | 1. FC Union Saarbrücken | unbekannt      |

Finale
| Datum         |                   | Ergebnis  |                   | Austragungsort |
| ------------- | ----------------- | --------- | ----------------- | -------------- |
| 17. Juli 1932 | FSV Stuttgart-Ost | 3:2 (2:2) | ASV Nürnberg-West | Nürtingen      |

## Endrunde
Halbfinale
| Datum        |                       | Ergebnis           |                   | Austragungsort    |
| ------------ | --------------------- | ------------------ | ----------------- | ----------------- |
| 7. Juli 1932 | FT Jeßnitz            | 4:1 (3:0)          | ASV Stern Zierlau | Berlin, NNW-Platz |
| unbekannt    | BV Gelsenkirchen 1912 | Sieg Gelsenkirchen | FSV Stuttgart-Ost | unbekannt         |

Finale
| Datum             |            | Ergebnis  |                       | Austragungsort |
| ----------------- | ---------- | --------- | --------------------- | -------------- |
| 11. Dezember 1932 | FT Jeßnitz | 8:0 (2:0) | BV Gelsenkirchen 1912 | Bitterfeld     |